# Calibi (paroliere)
Calibi, pseudonimo di Mariano Rapetti (Milano, 7 gennaio 1911 – Milano, 20 marzo 1997), è stato un paroliere e produttore discografico italiano.
Era il padre del paroliere Mogol, nonché nonno del paroliere e pittore Cheope.

## Biografia
Dopo essersi diplomato in pianoforte e composizione al Conservatorio Giuseppe Verdi di Milano, cominciò l'attività come impiegato alla casa editrice musicale Ricordi; a partire dagli anni '50 si occupò di far nascere, all'interno dell'azienda, un ramo di edizioni musicali specializzato in musica leggera, la Ricordi Radio Record o RRR, da cui nacque, nel 1958, la Dischi Ricordi.
A cavallo tra gli anni quaranta e cinquanta fu autore principalmente di testi per brani ballabili, sia in lingua italiana sia in lingua spagnola. In particolare compose il testo della versione italiana di Vecchio scarpone.
Negli anni sessanta scrisse altri testi, interpretati da Ornella Vanoni, Maria Monti, Catherine Spaak e da altri artisti; fu inoltre coautore col figlio Mogol del testo de Le colline sono in fiore.
Nel 1969 fondò, insieme con il figlio, Alessandro Colombini, Franco Daldello e Lucio Battisti, l'etichetta discografica Numero Uno che per molti anni pubblicò le opere di Battisti e di molti altri cantanti e gruppi (come Tony Renis, Bruno Lauzi, la Premiata Forneria Marconi e altri).
Nel 1975, con la cessione della Numero Uno all'RCA Italiana, si ritirò a vita privata.
È sepolto a Milano, al cimitero di Lambrate.

## Canzoni scritte da Calibi
Nell'elenco è indicato il primo interprete che ha inciso la canzone
| Anno | Titolo                     | Autori del testo            | Autori della musica              | Interpreti                                                |
| ---- | -------------------------- | --------------------------- | -------------------------------- | --------------------------------------------------------- |
| 1950 | Anima e corpo              | Calibi                      | Johnny Green                     | Tino Vailati                                              |
| 1952 | Buona Pasqua               | Calibi                      | Renato Carosone                  | Renato Carosone                                           |
| 1952 | Basta con le sambe         | Calibi                      | Luciano Fancelli                 | Luciano Fancelli                                          |
| 1953 | Vecchio scarpone           | Calibi e Pinchi             | Carlo Donida                     | Gino Latilla e Doppio Quintetto Vocale, Giorgio Consolini |
| 1955 | Sciù sciù                  | Calibi                      | Renato Carosone                  | Renato Carosone                                           |
| 1957 | Valzer di Natascia         | Calibi e Gian Carlo Testoni | Nino Rota                        | Jula de Palma                                             |
| 1959 | Stringimi e baciami        | Calibi e Mogol              | Irving Roth                      | I 4 Loris & Fred Bongusto                                 |
| 1960 | Zitella cha cha cha        | Calibi                      | Giorgio Gaber e Renato Angiolini | Maria Monti                                               |
| 1960 | La mosca                   | Calibi                      | Gino Paoli                       | Maria Monti                                               |
| 1961 | The Hula Hoop Song         | Calibi e Pinchi             | Donna Kohler e Carl Maduri III   | Giorgio Gaber                                             |
| 1961 | Yes                        | Calibi e Giorgio Calabrese  | Jan Martinelli                   | Sarah Vaughan                                             |
| 1961 | Quei capelli spettinati    | Calibi                      | Giorgio Gaber e Renato Angiolini | Giorgio Gaber                                             |
| 1961 | Nina e l'aspirapolvere     | Calibi                      | Giorgio Gaber e Renato Angiolini | Maria Monti                                               |
| 1961 | Le strade di notte         | Calibi                      | Giorgio Gaber e Renato Angiolini | Giorgio Gaber                                             |
| 1961 | Un grido                   | Calibi                      | Fiorenzo Carpi                   | Ornella Vanoni                                            |
| 1961 | Quando il vento si leva    | Calibi                      | Gian Franco Reverberi            | Piero Litaliano                                           |
| 1961 | L'ultima volta che la vidi | Calibi                      | Gian Franco Reverberi            | Piero Litaliano                                           |
| 1962 | Come le altre              | Calibi e Pinchi             | Boris Vian                       | Luigi Tenco                                               |
| 1963 | Noi due                    | Calibi                      | Lunero                           | Catherine Spaak                                           |
| 1963 | Quando ti vedo             | Calibi                      | Lunero                           | Catherine Spaak                                           |
| 1964 | Giorni azzurri             | Calibi                      | Lunero                           | Catherine Spaak                                           |
| 1965 | Le colline sono in fiore   | Mogol e Calibi              | Carlo Donida e Renato Angiolini  | Wilma Goich e New Christy Minstrels                       |
| 1966 | Deguello                   | Calibi e Carla Gaiano       | Dimitri Tiomkin                  | Gianni Morandi                                            |
| 1966 | Quel treno per Yuma        | Calibi                      | George Duning                    | Bobby Solo                                                |
| 1966 | Col mio pony               | Calibi e Mogol              | Dimitri Tiomkin                  | Bobby Solo                                                |
| 1968 | La ballata di Pickwick     | Calibi                      | Luigi Proietti e Aldo Rossi      | Gigi Proietti                                             |